# Volcán Hornopirén
El volcán Hornopirén es un estratovolcán temporalmente inactivo, de 1.572 m s. n. m., localizado en el sur de Chile, en la comuna de Hualaihué, Región de Los Lagos. Está ubicado 10 kilómetros al norte de Hornopirén, el pueblo más cercano. Está principalmente cubierto de bosques y tiene un glaciar en su cima. Inmediatamente al norte del volcán se encuentran el lago Cabrera y el volcán Yates.
Su última actividad eruptiva habría sido en 1835, sin embargo, no se conocen los detalles de dicha erupción y no existe un registro histórico confirmado de erupciones.

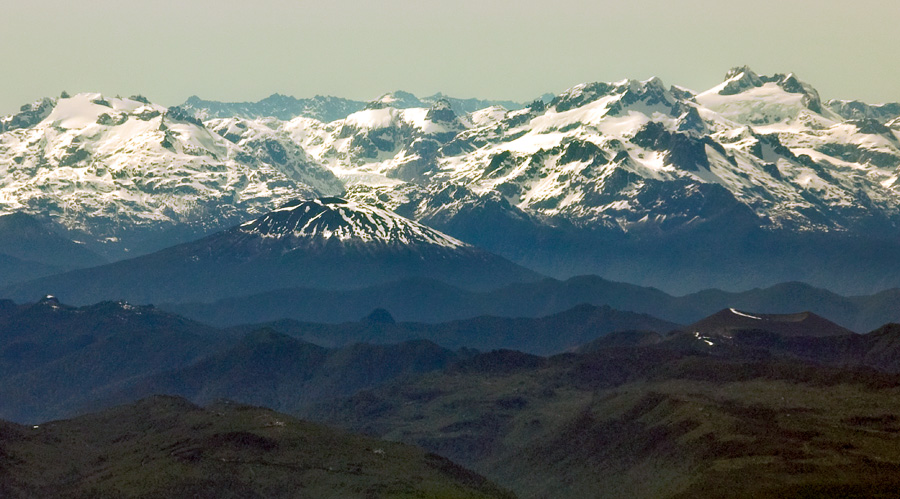
Hornopirén y Apagado (parte derecha)

## Toponimia
El volcán recibe su nombre del mapudungun pirén, "Horno de nieve". Antiguamente era llamado Quechucaví ("cinco distritos" o "cinco juntas").